# 20337 Нейв
20337 Нейв (20337 Naeve) — астероїд головного поясу, відкритий 21 квітня 1998 року.
Тіссеранів параметр щодо Юпітера — 3,603.